# Cahayamekar
Cahayamekar is een bestuurslaag in het regentschap Pandeglang van de provincie Banten, Indonesië. Cahayamekar telt 3942 inwoners (volkstelling 2010).